# Erythrinidae
Erythrinidae – rodzina słodkowodnych ryb kąsaczokształtnych (Characiformes). Obejmuje kilkanaście gatunków.

## Występowanie
Ameryka Południowa .

## Cechy charakterystyczne
Długi otwór gębowy, sięgający poza linię oka. Ciało cylindryczne, kształtem przypominające amię. 5 promieni branchiostegalnych. W płetwach piersiowych 9–14 promieni, w grzbietowej 8–15. Płetwa odbytowa krótka, z 10–11 promieniami. Brak płetwy tłuszczowej. Płetwa ogonowa zaokrąglona. Łuski dość duże, 34–47 w linii bocznej. Na podniebieniu występują liczne zęby. Maksymalna długość około 100 cm u Hoplias lacerdae i H. macrophthalmus .
Niektóre gatunki prowadzą drapieżniczy tryb życia. Kilka posiada zdolność oddychania powietrzem atmosferycznym i może się przemieszczać po ziemi pomiędzy zbiornikami wodnymi .

## Klasyfikacja
Rodzaje zaliczane do tej rodziny:
Erythrinus – Hoplerythrinus – Hoplias
Rodzajem typowym jest Erythrinus.